# 景谷箭竹
景谷箭竹（学名：Fargesia caduca）为禾本科箭竹属下的一个种。

## 扩展阅读
- 維基物種上的相關：景谷箭竹